# Cupaniopsis rhytidocarpa
Cupaniopsis rhytidocarpa är en kinesträdsväxtart som beskrevs av F. Adema. Cupaniopsis rhytidocarpa ingår i släktet Cupaniopsis och familjen kinesträdsväxter. Inga underarter finns listade i Catalogue of Life.